# 서산층군
서산층군(Seosan group)은 대한민국 경기 지괴(경기 육괴) 남서부 충청남도 태안군 북서부 태안반도, 원북면, 이원면, 소원면, 근흥면 지역에 분포하는 선캄브리아기 고원생대의 변성퇴적암 지층이다. 서산층군은 밑에서부터 의항리층, 소근리층, 대기리층(이북리층), 수용리층, 전막산층으로 구성되며 철광을 포함한다. 

## 개요
서산층군은 충청남도 태안군 태안반도 지역에 분포하는 편암 및 규암 지층으로 화강편마암에 의해 관입당했다. 서산층군의 규암 내에는 철이 포함되어 있다. 손치무(1971)는 서산군(당시에는 태안군이 없었다.)의 연천계 분포지역에 발달하는, 철광을 함유한 규암 지층을 최초로 서산층군으로 명명하였다.

### 지질시대
서산층군을 최초로 명명한 손치무(1971)는 서산층군을 북중국 강괴의 안산 철광층에 대비시켜 율리층군과 더불어 시생누대의 지층으로 보았으며 나기창 외(1982)는 서산층군을 관입한 화강편마암의 루비듐-스트론튬(Rb-Sr) 전암 연대를 2,572 Ma (신시생대~고원생대)로 보고하여 서산층군은 한동안 대한민국에서 가장 오래된 시생누대의 지층으로 간주되었다. 
그러나 튜렉 앤드류와 김청빈(1996)은 서산층군을 관입한 동 화강편마암에서 1766 Ma (고원생대 스타테로스기)의 U-Pb 저어콘 연대를 보고하였으며 결정적으로 조등룡 외(2006)는 서산층군 소근리층의 함철규암(북위 36° 44′ 39″ 동경 126° 08′ 02″ / 북위 36.74417°  동경 126.13389° )에서 가장 젊은 쇄설성 저어콘의 연대로 1781~1898 Ma (고원생대 오로세이라기~스타테로스기)로 보고하여 오늘날 서산층군은 시생대가 아닌 고원생대 지층으로 간주된다. 
서산층군은 우백질 화강암과 각섬암, 화강편마암에 의해 관입당했다. 최성자 외(2013)가 이들 화성암에 대해 SHRIMP U-Pb 저어콘 연대 측정을 실시한 결과 우백질 화강암 1868±21 Ma (고원생대 오로세이라기), 각섬암 1855.1±7.8 Ma (고원생대 오로세이라기), 화강편마암 1699±12 Ma (고원생대 스타테로스기)으로 측정되어 서산층군은 고원생대에 퇴적된 것으로 추정된다.
나기창 외(1982)는 서산층군을 서산층과 태안층으로 구분하였다. 서산군(아직 태안군이 설치되기 전이다.) 소원면, 원북면, 이북면 지역에 분포하는 서산층은 밑에서부터 서산편암과 서산규암으로 구성되며 규암에는 자철석이 포함된다. 이후 모항 지질도폭(1982) 및 대산·이곡 지질도폭(1982)에서는 서산층군을 의항리층, 소근리층, 대기리층(이북리층), 수용리층, 전막산층으로 구분하였다.

### 명칭
서산층군은 주로 태안군 북서부 태안반도 지역에 분포함에도 불구하고 '서산'층군으로 명명되어 있는데, 이는 손치무가 서산층군을 최초로 명명한 1971년 당시에는 태안군이라는 행정구역 자체가 없었기 때문이다. 1914년 조선총독부의 부군면 통폐합 당시 태안군 전체가 서산군에 통폐합되어 태안군이 사라졌고 이는 1971년 손치무가 조사할 때까지도 유지되었다가 1989년 태안군(관할구역: 태안읍·안면읍·고남면·남면·근흥면·소원면·원북면·이원면)이 재설치되어 그때까지도 행정구역상 서산군에 분포하던 서산층군은 행정구역 신설로 인해 그대로 태안군 안에 포함되게 되었다. 때문에 서산층군은 현재 행정구역 상으로 대부분 태안군에 분포하고 서산시에는 일부 지역에만 분포하나 학계에서는 여전히 서산층군이란 명칭을 사용한다.  

## 의항리층
의항리층(Seosan group Uihangri Formation, 蟻項里層)은 소원면 의항리 중·북부 지역과 모항리 해안가 지역에 조금 그리고 원북면 신당리에 아주 조금 분포하고 있는 지층이다. 의항리층의 상한은 소근리층의 함철(含鐵) 규암 출현 직전까지로 설정된다. 의항리층은 대체로 운모질 편암과 호상(縞狀) 편마암으로 구성된다. 원북면 신당리 소재 불당산(127.4 m) 부근에서는 운모 편암이 우세하며 모항리 부근 해안을 따라서는 사질편암과 니질(泥質)편암이 교호하고 특히 적갈색을 많이 띤다. 타 지층에 비해 규암을 포함하지 않고 준(準)사질 편암(semipelitic)을 많이 함유한다. 호상 편마암은 주로 석영, 사장석, 흑운모, 백운모, 규선석(硅線石), 석류석 및 홍주석(紅柱石) 등으로 구성된다.

## 소근리층
소근리층(Sogeunri Formation, 所斤里層)은 근흥면 정죽리와 신진도리 일부 지역, 소원면 파도리에서 송현리 소재 대소산(213.7 m), 소근리를 지나 원북면 동해리와 신두리 지역에 이르기까지 북동-남서 방향의 분포를 보인다. 소근리층의 하한은 함철 규암이 출현하기 시작하는 곳이고 상한은 상부 대기리층의 규암 이전까지다. 이 지층의 특징은 (철이 없는 층도 있지만) 대부분의 규암이 철(鐵)을 함유한다. 소근리층은 함철규암, 운모편암, 호상 편마암 그리고 소량의 석회암으로 구성된다. 소원면 소근리에서는 대략 규암과 운모 편암이 교호 내지 반복된다. 소근리층에서 층리는 규암에서 잘 인지되나 운모 편암 및 호상 편마암에서는 식별이 어렵다. 그러나 후자의 암석에서 편리는 잘 발달하며 층리와 평행하게 발달하여 북동 40~50°의 주향을 갖는다.

### 함철규암층
소근리층 함철규암층(Sogeunri Formation iron-containing quartzite layer)은 철을 함유한 규암층으로 정죽리 지령산 북동쪽에 조금 분포하고, 소원면 파도리에서 송현리 대소산을 지나 동해리에 이르기까지 북동 방향으로 단속(斷續)적으로 분포한다. 철이 가장 많이 함유되는 지역은 동해리, 소근리 일대와 파도리 어은돌 지역이며 이외에 대소산 삼간동 및 파도리 강촌 일대에 풍부하게 함유된다. 층준으로 보아 하위의 것이 소량이고 상위의 얇은층 규암에서 풍부한 편이다. 또 본 규암 하부에는 퇴적 구조인 사층리가 발달되는데 소근리 섬바탕 부근에 잘 발달하며 송현리 신지동 해안가에서도 흐릿한 형태를 보이는데 여기서는 철을 함유한다. 이 규암의 퇴적 환경에 대해서는 아마도 하위의 것은 해성 처트 기원과 육성 파설(破屑)성 기원의 혼성 환경일 것으로 생각되며, 상위의 얇은층의 것들은 처트 기원으로만 해석된다. 이 암석은 석영과 미사장석, 적철석 및 자철석이 주요 구성 광물이고 사장석, 견운모, 녹니석, 저어콘 등이 수반된다. 

### 운모편암
소근리층 운모편암(Sogeunri formation mica schist)은 소근리층을 구성하는 암석 중에서 가장 넓은 분포 면적을 차지하며 상당히 넓은 흑운모 및 백운모가 다량 함유되고 편리를 잘 발달시킨다. 주로 석영, 흑운모, 백운모 등으로 구성되고 저어콘, 인회석 등이 수반되며 지역에 따라 사장석, 자류석, 규선석 등이 풍부하게 산출되는 곳도 있다.

#### 호상 편마암
소근리층 호상 편마암(Sogeunri banded gneiss)은 근흥면 정족리 지령산 주변과 신진도, 가의도 일부 지역, 소원면 소근리, 원북면 동해리와 신두리 일부 지역에 분포하며 현저한 호상(縞狀) 구조를 보이는 암석으로 일정한 층준이 없고 동해리 및 소근리 지역에서는 국부적으로, 근흥면 지령산 및 가의도 일대에서는 이질(泥質)기원의 암석은 모두 호상 편마암상(相)을 보이고 있다. 

## 대기리층
대기리층(Daegiri Formation, 大基里層)은 원북면 대기리와 청산리, 소원면 시목리 서부와 영전리, 신덕리 동부, 태안읍 어은리에 조금, 근흥면 정죽리 지령산 일대, 신진도와 가의도의 대부분 지역에 대략 북동 방향으로 분포한다. 이 지층의 특징은 기저 규암 위에 석회질암이 바로 놓이는데 이 석회질암은 줄기차게 규암을 따라 다닌다. 이 지층의 하한은 규암층(소근리층의 규암층과는 다름)이고 상한은 수용리층의 석영 편암 직하부 까지다. 본 지층을 구성하는 암석은 규암(dq), 석회질암(dl), 운모 편암(PCEdm), 호상 편마암(db) 등으로 구성된다. 대기리 일대에서는 규암, 석회암 및 석회규산염암, 운모 편암이 습곡에 지배받아 규암이 2회, 석회질암이 3회, 운모 편암이 2회 반복 분포한다. 이들의 층서적 순서는 하부로부터 규암, 석회질암, 운모 편암으로 된다. 태안읍 어은리 해안에서는 운모가 미량 함유된 석영장석질 편암이 소량 분포된다.

### 규암
대기리층 규암(Daegiri formation quartzite)은 서산층군의 각 층에 해당하는 규암들 중 가장 순도가 높으며 괴상(塊狀)으로 산출되기도 하나 층리를 보이기도 한다. 원북면 청산리 소재 구정봉(110.4 m) 부근에서는 장석이 많이 함유되기도 하며 곳에 따라 얇은 층의 운모 편암이 협재된다. 대기리층 규암은 주로 석영으로 구성되고 장석, 미사장석, 견운모 및 흑운모 등을 소량 포함하며 철은 없다.

### 석회질암
대기리층 석회질암(Daegiri formation limestone)은 규암을 줄기차게 따라다니며 순수한 결정질석회암, 석회규산염암 및 각섬석의 복합체로 그 폭이 5 m 이상이나 지역에 따라 극심한 두께의 변화를 보인다. 특히 근흥면 정죽리 지령산 북부와 서부 일대에서 다소 넓게 분포하는데 이는 층리가 완만하고 습곡 작용에 의해 지배 받은 것으로 보인다. 대체로 보아 근흥면 지령산과 신진도리 등지에서 순도가 높고 소원면 영전리, 원북면 장대리, 대기리, 청산리 구정봉 등에서 순도가 낮은 편인데 이 지역에서는 특히 노두가 불량하다.

### 운모편암
대기리층 운모편암(Daegiri formation mica schist)은 소근리층의 운모 편암과 거의 동일한 암상을 보이며 대기리층을 구성하는 암석 중 가장 넓은 분포 지역을 차지한다. 석회질암 가까이서는 운모-각섬암편암으로 변하기도 한다. 근흥면 지령산 및 신진도 등지에서는 석회질암 상부에 와야 하는 본 운모 편암층이 침식 삭박되어 분포되지 않는다.

### 호상 편마암
대기리층 호상 편마암(Daegiri formation banded gneiss)은 원북면 대기리 대기초등학교에서 원북면 청산리의 해안 지대를 지나 서산시 팔봉면 호리로 이어지는 북동 방향의 분포를 하고 있는데 여기서는 운모 편암이 호상 편마암으로 변하여 대개 호상 편마암상(相)을 띠게 된 것으로 보인다.

## 수룡리층
수룡리층(Suyongri Formation, 水龍里層)은 근흥면 도황리 동부, 용신리에서 남산(89.2 m), 전막산(119.9 m), 대왕산(147.4 m), 퇴비산(164.6 m)을 잇는 산 능선부(의 북서쪽 지역) 그리고 마금리 노적봉(92.3 m), 소원면 시목리-원북면 장대리-양산리 경계 지역, 양산리 칼산을 잇는 산줄기(의 남동쪽 지역) 사이의 저지대에 분포한다. 근흥면 도황리에서는 단층에 의해 절단되어 더 이상 분포되지 않으며 원북면 양산시에서는 중생대 흑운모 화강암에 의해 절단되어 분포가 중단된다. 수룡리층은 대기리층 직상부의 석영 편암층을 기저로 하여 전막산층 하부 규암 직하부까지의 범위를 갖는다. 전막산층 규암 직하부에는 가끔 석회암이 단속적으로 분포하는데 이 부분을 상한으로 한다. 이 지층은 석영편암, 운모편암과 소량의 석회암으로 구성된다.

### 석영편암
수룡리층 석영 편암층(Suyongri formation quartz schist)은 근흥면 마금리 노적봉 부근에서 양산리 칼산을 잇는 산줄기를 따라 선 모양으로 북동-남서 방향으로 대상 분포하며, 수룡리층 분포 지역의 북서부 경계를 이룬다. 이 암석은 규암이라 하기에는 아주 불순한 암석으로 야외에서 백운모의 함량이 많은 것으로 관찰되며 편리가 발달한다. 이 지층의 두께는 5 m 이하이나 북동 방향으로 연속성이 양호해 수룡리층의 하한으로 정해졌다.

### 운모편암
수룡리층 운모편암층(Suyongri formation mica schist)은 석영편암층 분포 지역을 제외한 나머지 지역에 분포하며 대체로 풍화에 약해 노두를 관찰하기 어려우며 저지대를 형성한다. 소원면 시목리 유득재 부근에서는 운모의 함량이 희소한 석영-장석질 편암이 관찰된다.

### 석회암
수룡리층 석회암층(Suyongri formation limestone)은 비교적 순도가 높은 것으로서 근흥면 수룡저수지 부근과 도황리의 전막산층 기저 규암 직하부에서 소규모로 발달한다. 석회암에는 편리가 발달하며 층리와 거의 평행하게 북동 주향에 남동쪽으로 60°정도 경사한다.

## 전막산층
전막산층(Jeonmaksan Mt. formation, 戰幕山層)은 태안읍 서편 퇴비산(164.6 m)-구수산(145.5 m)-전막산(119.9 m)을 연결하는 능선 남동부 지역 일대 및 근흥면 도황리-남산(89.2 m)간 능선 동·남부 지역에 분포한다. 또한 태안읍 반곡리 즉 태안층 분포지역 동측에서도 소규모 분포되는데 이는 스러스트 단층에 의한 것이다. 전막산층은 퇴비산 북동부에서 흑운모 화강암에 의해 절단되고 도황리 남방으로는 바다와 접한다. 전막산층의 하한은 수룡리층 직상의 규암층을 기준으로 하였으며 상한은 태안층에 의해 부정합으로 덮여 명확하지 않다. 규암층과 운모 편암, 호상 편마암, 석회암으로 구분된다.

### 기저 규암
전막산층 기저 규암층(Jeonmaksan formation quartzite layer)은 앞서 말한 퇴비산-전막산-남산-도황리를 잇는 산줄기 정상부를 따라 발달하며 수룡리층의 석영 편암에 비해서 순도가 좋은 편이나 곳에 따라 아주 얇은 운모 편암을 협재한다. 두께의 변화가 극심하여 구수산 일대에서는 20 m 이상의 두께를 보이는 곳도 있지만 용신리 일대에서는 5 m 이하로 떨어지기도 하는데 이는 습곡 작용에 지배 받은 데 기인한다. 습곡과 단층에 의해 규제되어 구수산 지역에서는 3~4회 반복 노출되고 퇴비산-구수산 그리고 구수산-전막산, 전막산-남산 간 지역에서 서북서 주향의 단층에 의해 변위되어 있다.

### 운모편암
전막산층 운모 편암층(Jeonmaksan mica schist)은 앞서 기술한 다른 지층의 운모 편암과 거의 동일한 암상을 보이며 전막산층을 구성하는 암석 중 가장 넓은 분포 지역을 차지한다. 구수산, 퇴비산 일대의 운모 편암 속에는 석류석 반상 변정(斑狀變晶)이 흔히 관찰된다.

### 호상 편마암
전막산층 호상 편마암(Jeonmaksan formation banded geniss)은 근흥면 도황리 남서부 및 정죽리 남부에 분포하며 도황리의 북서 단층 및 정죽리의 북동 주향의 단층에 의해 분포 지역이 제한된다. 호상 구조를 잘 발달시키고 곳에 따라 각섬석을 협재하며 정죽리 큰골 해안에서는 안구상 구조를 갖기도 하다. 이 호상 편마암은 근흥면 용신리, 안기리 쪽의 운모 편암과 비슷한 층준으로 간주된다. 석영, 사장석, 흑운모으로 구성되며 곳에 따라 자류석이 반상 변정으로 산출된다.

### 석회암
전막산층 석회암(Jeonmaksan formation limestone)은 근흥면 두야리, 안기리, 용신리, 도황리의 저지대를 따라 북동-남서 방향으로 대상 분포하며 용신리-도황리 지역에서는 해안선을 따라 단속(斷續)적으로 분포하며 정죽리에서는 북서 주향의 단층에 의해 서쪽으로 변위된 후 다시 남서 방향을 유지하며 전죽리 남쪽 해안가로 이어진다. 이 석회암도 대기리층의 석회암과 마찬가지로 비교적 순도가 높은 결정질 석회암, 석회규산염암, 각섬석 등이 복합된 상태로 산출된다. 석회암은 주로 방해석으로 구성되며 곳에 따라 방해석의 함량이 줄어드는 곳에서 각섬석, 녹니석, 석류석, 흑운모, 녹렴석 등이 수반된다.

## 철광상

### 소근리층 철광상
철 광상은 서산층군 소근리층 함철 규암층에 발달한다. 함철 규암은 석영, 적철석, 자철석으로 구성되며 미사장석도 함유된다. 광상은 규암 내에 대상(帶狀)이나 렌즈상(狀)으로 부존되며 모암의 층리나 편리에 평행하게 놓이는 변성 광상이다. 대략적으로 보아 소원면 파도리 북부 범양철산 지역, 대소산 삼간동지역, 동해리 지역이 고품위(高品位) 지역으로 간주된다. 지역별 평균 품위는 다음과 같다.
| 지역        | 전체 광폭 (m) | 전체 광화대폭 (m) | 평균 품위 (%) | 노두의 평균 광폭 (m) | 노두의 평균 광화대폭 (m) |
| ----------- | ------------- | ----------------- | ------------- | -------------------- | ------------------------ |
| 파도리      | 54.5          | 99.3              | 33.28         | 2.8                  | 5.2                      |
| 삼간동 북서 | 79.3          | 229.8             | 26.04         | 8.8                  | 25.5                     |
| 삼간동 남동 | 27.0          | 39.5              | 31.10         | 3.0                  | 4.4                      |
| 동해리      | 83.0          | 149.0             | 34.36         | 3.0                  | 5.5                      |

### 철마산 희토류 광상
태안군 소원면 영전리의 철마산(213.5 m) 일대의 지질은 서산층군 소근리층과 대기리층 및 이를 관입한 화강편마암, 엽리상 흑운모화강암, 엽리상 운모화강암, 염기성암맥 및 산성암맥으로 구성되며, 희토류 광화작용이 화강암질편마암과 엽리상 운모화강암에서 관찰되었다. 화강암질편마암의 경희토류원소 함량은 란타넘(14.2~316 ppm, 세륨 204~672 ppm, 네오디뮴 11~240 ppm 등이다. 철마산 일대의 희토류 광물인 바스트나사이트(bastnaesite)와 퍼구소나이트(fergusonite)는 화강편마암과 엽리상 운모화강암 형성 시 희토류 원소 및 토륨이 구성광물 내에 소량 함유되어 있었으며 그 후 계속된 화성 활동 및 변성 작용에 의하여 기존 광물 내에 함유되어 있던 희토류 원소가 재농집되어 형성된 것으로 추정된다. 방사능 수치는 소근리층이 420 cps 이하, 화강편마암이 최대 2,200 cps이다.

## 같이 보기
- 한국의 지질
- 경기 지괴
- 태안군의 지질
- 백령층군
- 방림층군
- 율리층군
- 원남층군
- 호상철광층
- 고원생대